# 증도면
증도면(曾島面)은 대한민국 전라남도 신안군 북부에 위치한 섬으로 된 면으로 면적은 33.62km2이다.

## 개요
옛날부터 섬 전체가 물이 없다하여 시리섬이라 불렀으며, 전증도와 후증도가 연륙되면서 증도라 하였다.

## 행정 구역
| 법정리 | 한자명 | 행정리                                 | 비고            |
| ------ | ------ | -------------------------------------- | --------------- |
| 대초리 | 大棗里 | 대초1리, 대초2리, 대초3리, 대초4리     |                 |
| 방축리 | 防築里 | 방축리, 염산리                         |                 |
| 병풍리 | 屛風里 | 병풍1리, 병풍2리                       |                 |
| 우전리 | 羽田里 | 우전리                                 |                 |
| 증동리 | 曾東里 | 증동리, 증북리, 증서리, 곡도리, 광암리 | 면사무소 소재지 |

## 관광
- 엘도라도 리조트
- 갯벌생태전시관
- 우전해수욕장
- 만들독살
- 짱둥어다리
- 송원대 해저유물 발굴지
- 소금박물관

## 특산물
- 태양초
- 양파
- 마늘
- 게르마늄 쌀
- 천일염

## 교육[2]
- 증도초등학교 : 증도면 문준경길 218
  - 증도초등학교 기점분교 : 증도면 기점길 152
  - 증도국민학교 도덕도분실 : 증도면 방축리 도덕섬
  - 증도초등학교 병풍도분교 : 증도면 병풍리 533-1
  - 증도초등학교 소악분교 : 증도면 병풍리 1237
  - 증도초등학교 전증분교 : 증도면 지도증도로 1542-11
  - 증도초등학교 화도분교 : 증도면 화도길 268
- 신안증도중학교 : 증도면 증동길 53